# David Josué Jiménez Silva
David Jiménez Silva (Arguineguín, Gran Canària, 8 de gener de 1986) és un exfutbolista professional canari que jugava com a centrecampista. El seu darrer equip fou la Reial Societat.

## Biografia
Silva és un jugador format a les categories inferiors del València CF. Destaca per la seua qualitat tècnica i visió de joc. La seua posició habitual al camp és la de segona punta o de centrecampista, ja sigui ofensiu o per la banda esquerra. Va arribar al planter valencianista el 2000 i en la temporada 2003-2004 va debutar a l'equip B, encara que havia començat la temporada al València C. Va destacar a l'europeu sub-19 de 2004, en el qual va ser la gran figura. Amb l'objectiu de progressar encara més en el seu joc va ser cedit dues vegades, primer a la SD Éibar en segona divisió i després al Celta de Vigo ja en primera. Als dos equips es fa imprescindible destacant per la seua gran qualitat tècnica. Després d'aquest període de cessions torna al València CF per a formar part de la primera plantilla essent un dels jugadors més utilitzats pel tècnic Quique Sánchez Flores. L'estiu del 2010 va fitxar pel Manchester City FC per uns 30 milions d'euros.

### Selecció estatal
Va debutar com a internacional absolut amb la selecció espanyola, el 15 de novembre de 2006 a Cadis contra Romania. També ha participat en partits de la selecció de futbol de Canàries.
El 27 de maig de 2013, entrà a la llista de 26 preseleccionats per Vicente del Bosque per disputar la Copa Confederacions 2013, i posteriorment el 2 de juny, entrà a la llista definitiva de convocats per aquesta competició.
El 31 de maig de 2014 entrà a la llista de 23 seleccionats per Vicente del Bosque per participar en la Copa del Món de Futbol de 2014; aquesta serà la seva segona participació en un mundial. En cas que la selecció espanyola, la campiona del món del moment, guanyés novament el campionat, cada jugador cobraria una prima de 720.000 euros, la més alta de la història, 120.000 euros més que l'any anterior.

### Participacions en torneigs de seleccions
| Torneig                  | Seu               | Resultat |
| ------------------------ | ----------------- | -------- |
| Eurocopa 2008            | Àustria i Suïssa  | Campió   |
| Copa Confederacions 2009 | Sud-àfrica        | 3r lloc  |
| Mundial 2010             | Sud-àfrica        | Campió   |
| Eurocopa 2012            | Polònia i Ucraïna | Campió   |

## Clubs i estadístiques
- València B: 2003-2004 (Segona divisió B)
- SD Éibar: 2004-2005 (Segona divisió)
- Real Club Celta de Vigo: 2005-2006 (Primera Divisió)
- València CF: 2006-2010 (Primera Divisió)
- Manchester City FC: 2010- (Premier League)

| Club                                | Temporada          | Lliga | Lliga | Copa del Rei | Copa del Rei | Comp. Europea | Comp. Europea | Supercopa | Supercopa | Selecció | Selecció | Total | Total |
| Club                                | Temporada          | Part. | Gols  | Part.        | Gols         | Part.         | Gols          | Part.     | Gols      | Part.    | Gols     | Part. | Gols  |
| ----------------------------------- | ------------------ | ----- | ----- | ------------ | ------------ | ------------- | ------------- | --------- | --------- | -------- | -------- | ----- | ----- |
| Manchester City FC                  | 2010/11            |       |       |              |              |               |               |           |           |          |          |       |       |
| València CF                         | 2009/10            | 30    | 8     | 2            | 1            | 8             | 1             | -         | -         | 2        | 2        | 41    | 13    |
| València CF                         | 2008/09            | 21    | 4     | 3            | 0            | 3             | 1             | 2         | 1         | 7        | 0        | 34    | 6     |
| València CF                         | 2007/08            | 34    | 5     | 8            | 1            | 8             | 1             | -         | -         | 14       | 3        | 64    | 9     |
| València CF                         | 2006/07            | 37    | 4     | 4            | 3            | 11            | 3             | -         | -         | 5        | 0        | 57    | 10    |
| Total València CF                   | Total València CF  | 121   | 20    | 17           | 5            | 30            | 6             | 2         | 1         | 28       | 5        | 164   | 36    |
| Celta                               | 2005/06            | 34    | 4     | 4            | 0            | -             | -             | -         | -         | -        | -        | 38    | 4     |
| Total Primera                       | Total Primera      | 131   | 20    | 21           | 4            | 24            | 6             | 2         | 1         | 28       | 5        | 204   | 36    |
| SD Eibar                            | 2004/05            | 35    | 5     | -            | -            | -             | -             | -         | -         | -        | -        | 35    | 5     |
| Total professional                  | Total professional | 167   | 26    | 19           | 4            | 24            | 6             | 2         | 1         | 28       | 5        | 240   | 43    |
| Actualitzadas el 16 de maig de 2010 |                    |       |       |              |              |               |               |           |           |          |          |       |       |

## Palmarès

### València CF
- 1 Copa del Rei: 2008

### Manchester City
- 4 Premier League: 2011-12, 2013-14, 2017-18 i 2018-19
- 2 FA Cup: 2010-11 i 2018-19
- 5 Copa de la Lliga: 2013-14, 2015-16, 2017-18, 2018-19 i 2019-20
- 3 Community Shield: 2012, 2018 i 2019

### Reial Societat
- 1 Copa del Rei: 2020

### Selecció espanyola
- 1 Europeu sub-19 - Selecció espanyola - 2004
- 2 Campionat d'Europa de futbol: 2008 i 2012
- 1 Copa del Món de Futbol: Mundial 2010
- Equip Ideal de l'Eurocopa 2012